# Somers, New York
Somers är en kommun (town) i Westchester County i delstaten New York. Vid 2020 års folkräkning hade Somers 21 518 invånare.

## Kända personer från Somers
- Brian Span, fotbollsspelare